# Danny Jordaan

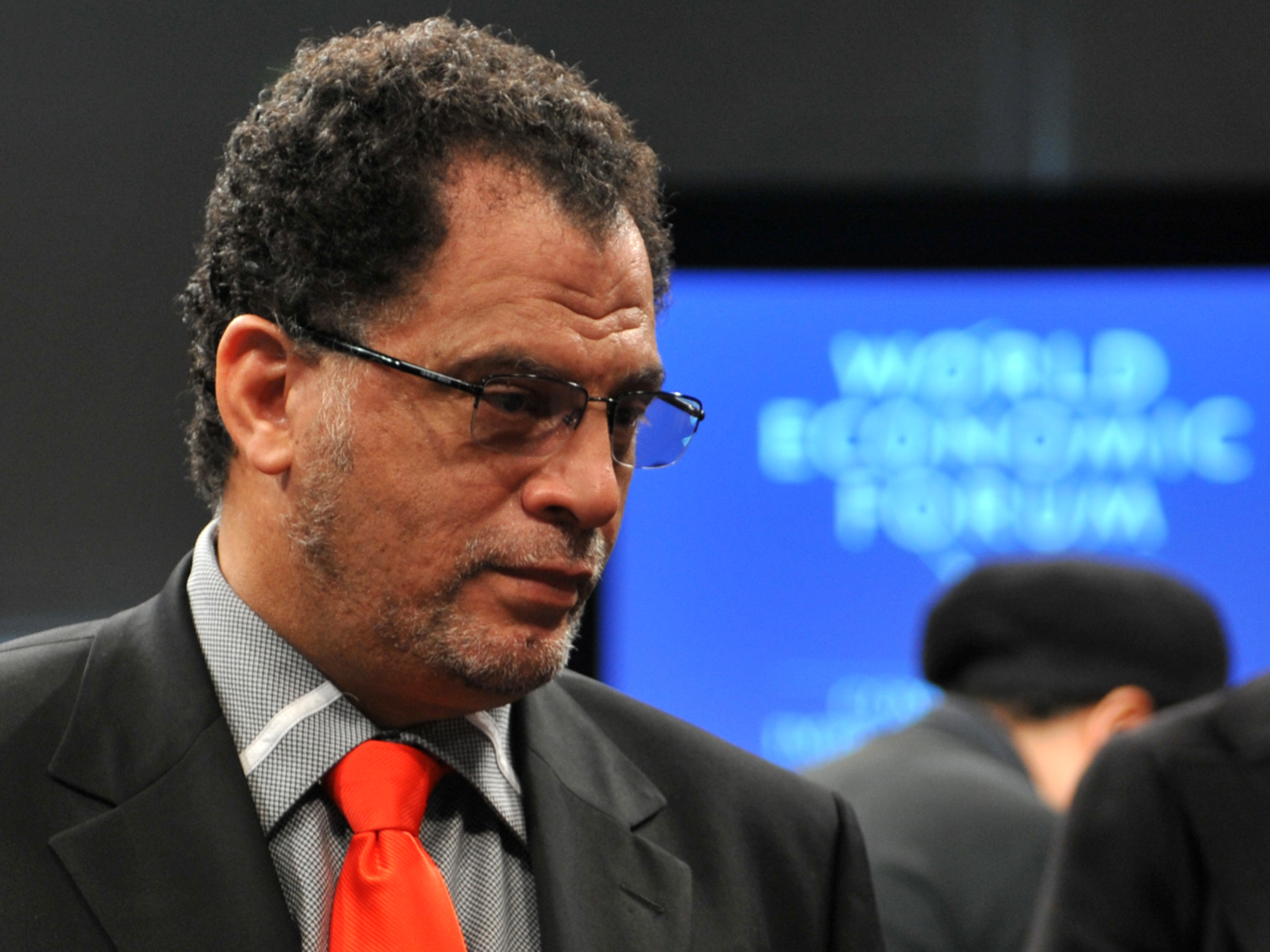
Danny Jordaan (2009)

Daniel Alexander „Danny“ Jordaan (* 3. September 1951 in Port Elizabeth) ist ein südafrikanischer Politiker und Fußballfunktionär. Er führte das Bewerbungskomitee an, das die Fußball-Weltmeisterschaft 2010 nach Südafrika holte, und war von 2015 bis 2016 Bürgermeister der Nelson Mandela Bay Metropolitan Municipality. 

## Leben
Jordaan wurde in der Zeit der Apartheid als Coloured klassifiziert. Er war von 1970 bis 1983 als Cricket- und Fußballspieler aktiv. Er besuchte die University of the Western Cape (UWC), die er mit einem Bachelor of Arts abschloss. Anschließend erwarb er einen Honours Degree an der University of South Africa (UNISA). In den frühen 1970er Jahren wurde er Mitglied der South African Students’ Organisation (SASO), die dem Black Consciousness Movement nahestand. Später wurde er Mitglied von United Democratic Front und schließlich des African National Congress (ANC), dem er bis heute angehört. 
1979 bis 1987 war er Lehrer, anschließend war er als Senior Lecturer am Dower College in Port Elizabeth tätig. 1994 wurde er bei den ersten freien Wahlen 1994 als ANC-Abgeordneter in die Nationalversammlung gewählt. Er gehörte ihr bis 1997 an, als er Chief Executive Officer der South African Football Association (SAFA) wurde. Er war für die Bewerbung Kapstadts als Ausrichter der Olympischen Sommerspiele 2004, die knapp gescheiterte Bewerbung zur Ausrichtung der Fußball-Weltmeisterschaft 2006 sowie die erfolgreiche Bewerbung 2010 und anschließende Ausrichtung verantwortlich. 2013 wurde er zum Präsidenten der SAFA gewählt. Außerdem gehört er seit 1998 dem Marketing and TV Board der FIFA an.
Am 28. Mai 2015 wurde er für den ANC als Bürgermeister der Metropolgemeinde Nelson Mandela Bay Municipality vereidigt.
Ende Mai 2015 gab Jordaan zu, dem FIFA- und CONCACAF-Funktionär Jack Warner im Jahr 2008 über die FIFA-Zentrale in Zürich zehn Millionen US-Dollar überwiesen zu haben, die die FIFA ursprünglich Südafrika zugedacht hatte. Die Zahlung habe aber nicht im Zusammenhang mit der Bewerbung zur Fußball-Weltmeisterschaft gestanden.
Bei den Kommunalwahlen im August 2016 verlor der ANC die Mehrheit der Sitze im Rat der Metropolgemeinde. An Jordaans Stelle wurde Athol Trollip von der Democratic Alliance Bürgermeister. Jordaan wurde Oppositionsführer in Nelson Bay Municipality, kündigte aber im Oktober 2016 seinen Rücktritt an.
Im Oktober 2017 beschuldigte die Sängerin Jennifer Ferguson Jordaan, sie vor 24 Jahren vergewaltigt zu haben. Jordaan bestritt die Behauptung.

## Auszeichnungen
- 2011 erhielt Jordaan für seine Verdienste um die Fußball-Weltmeisterschaft 2010 den Order of Ikhamanga in Gold.[7]

- Jordaan hält Ehrendoktorwürden der südafrikanischen Universitäten UNISA, der Nelson Mandela Metropolitan University und der UWC.[1]